# نوبل (عملة إنجليزية)

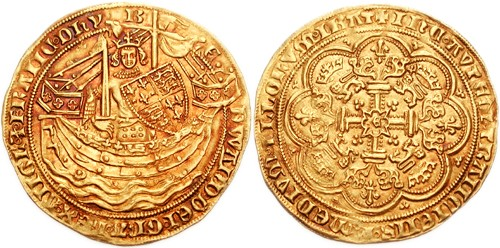
إدوارد الثالث: نوبل. 1354–1355. فترة ما قبل المعاهدة، السلسلة E، دار سك العملة في لندن

العملة الذهبية النوبل هي أول عملة ذهبية إنجليزية انتجت بكميات كبيرة، وقُدِمت خلال العملة الثانية (1344-1346) في عهد الملك إدوارد الثالث. وقد سبقه البنس الذهبي والفلورين، اللذان سُكا في عهد الملك هنري الثالث وبداية عهد الملك إدوارد الثالث؛ وقد شهدا تداولاً قليلاً. ومن ناحية أخرى، انتجت مشتقات النوبل (نصف نوبل وربع نوبل) بكميات كبيرة وكانت شائعة جدًا.
قيمة العملة ستة شلنات وثمانية بنسات (ويمكن كتابتها بطرق مختلفة مثل 6/8، 6s. 8d.، أو باستخدام الأرقام الرومانية vj s. viij d.). وهذا يعادل ثمانين بنسًا قديمًا أو ثلث جنيه إسترليني. غُير الوزن من إصدار إلى إصدار للحفاظ على هذه القيمة حتى عام 1464 عندما ازدادت القيمة. خلال تاريخ هذه الفئة، كانت هناك العديد من الاختلافات في النقش وعلامة العملة، و(إلى حد ما) التصميم.

## أصل
قُدمت العملة المعدنية خلال سك العملة الثانية (1344-1346) للملك إدوارد الثالث، عندما كان وزن العملة 138.5 حبة (8.97 غرام)؛ خلال سك العملة الثالثة للملك (1346-1351) انخفض وزن العملة إلى 128.5 حبة (8.33 غرام)، وفي سك العملة الرابعة (1351-1377) أصبحت أخف وزناً، عند 120 حبة (7.78 غرام). كان قطر النوبل 33-35 ملم، ونصف النوبل 25-26 ملم، وربع نوبل 19-21 ملم.
العُملة الثانية لإدوارد الثالث: نقش الوجه: EDWAR DGRA REX ANGL Z FRANC DNS HYB ("إدوارد بنعمة الله ملك إنجلترا وفرنسا سيد أيرلندا"). (يُمثل الحرف Z الموضح هنا رمز "و" التيروني: ⁊.) تصميم الوجه: الملك يحمل سيفًا ودرعًا في سفينة. نقش الظهر: IHC AUTEM TRANSIENS PER MEDIUM ILLORUM IBAT ("لكن يسوع مر في وسطهم ومضى في طريقه.") تصميم الظهر: 'L' في وسط الصليب.
تُخلد صورة السفينة والنص الكتابي (من لوقا 4 : 30) انتصار إدوارد في معركة سلويس في عام 1340.
تصميم العُملة الثالثة نفس تصميم العُملة الثانية، باستثناء وجود حرف "E" في وسط الصليب على الوجه الخلفي.
خلال العصر الرابع، تتطلب السياسة إجراء تغييرات في النقوش. في البداية احتفظ إدوارد بمطالبه بعرش فرنسا، ولكن بعد معاهدة بريتاني في عام 1360 أُسقط هذا الادعاء، وبدأت العُملات المعدنية تطالب بأكيتين. وفي عام 1369 انهارت المعاهدة وعادت المطالبة بعرش فرنسا.
ما قبل المعاهدة نقش(الوجه) : EDWARD DEI GRA REX ANGL Z FRANC D HYB(E) ("إدوارد، بفضل الله ملك إنجلترا وفرنسا، سيد أيرلندا"). ونقش الظهر: IHC AUTEM TRANSIENS PER MEDIUM ILLORUM IBAT (مثل العُملة الثانية).
الفترة الانتقالية (1361) وفترة المعاهدة (1361-1369) (الوجه): EDWARD DEI GRA REX ANGL DNS HYB Z ACQ (إدوارد بنعمة الله ملك إنجلترا سيد أيرلندا وأكيتاين). نقش الظهر: IHC AUTE TRANSIES P MEDIUM ILLORR IBAT ("ولكن يسوع مر من خلالهم وذهب في طريقه") (توجد تنوعات عديدة وغالبًا ما تكون الكلمات الكاملة مفقودة).
فترة ما بعد المعاهدة (1369–1377) (الوجه): EDWARD DEI G REX ANG Z FRA DNS HYB Z ACT (إدوارد بنعمة الله ملك إنجلترا وفرنسا سيد أيرلندا وأكيتاين). نقش الظهر: نفس 1361–1369.

## 1377 فصاعدًا

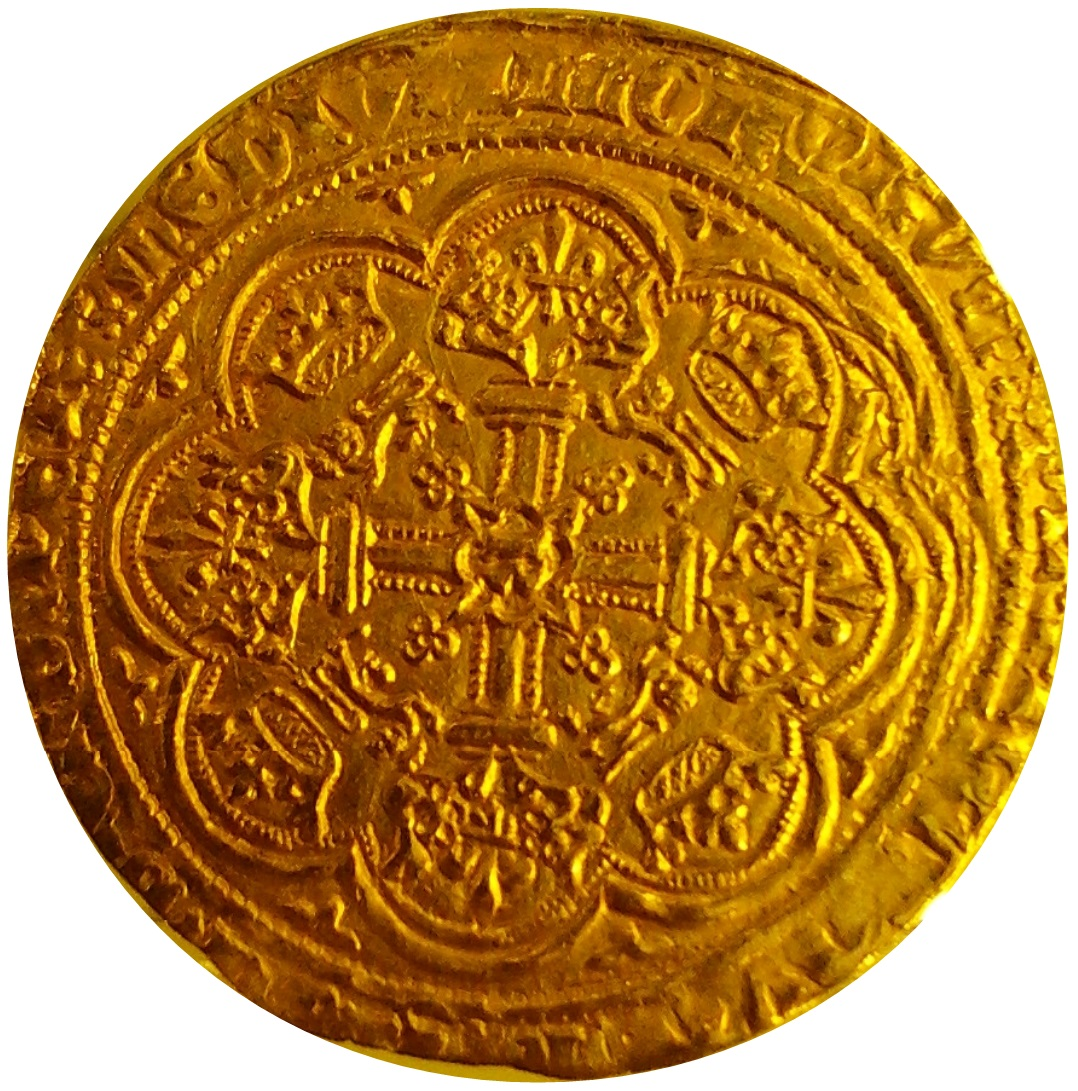
عملة نوبل من عهد ريتشارد الثاني، 1377، دار سك العملة في لندن، المتحف الوطني في وارسو. صليب مزخرف مع ليز في الأطراف، R في المنتصف، محاط بتيجان وأسود، صليب مزخرف بعلامة دار سك العملة

سُكت عملات النوبل في عهد الملك ريتشارد الثاني (1377-1399) في كل من دور سك العملة في لندن وكاليه، ولكن من الصعب الحصول عليها اليوم. يمكن تمييز العُملات المعدنية التي سُكت في كاليه من خلال وجود علم على مؤخرتها.
نقش الوجه: RICARD DI G REX ANGL Z FR DNS HIBS Z AQT (مع اختلافات طفيفة في الاختصارات) ("ريتشارد بنعمة الله ملك إنجلترا وفرنسا سيد أيرلندا وأكيتاين"). نقش الظهر: IHC AUTEM TRANSIENS PER MEDIAUM ILLORR IBAT (توجد أصناف عديدة) ("ولكن يسوع مر في وسطهم ومضى في طريقه").
يوجد وجه مختلف للعُملة: RICARD DI GR REX ANGL DNS HIBS Z AQT- لاحظ حذف العنوان الفرنسي.
تنقسم عُملات نوبل المنتَجة في عهد الملك هنري الرابع (1399-1413) إلى "عُملات ثقيلة" من 120 حبة (7.78 غرام) أنتجت حتى عام 1412، و"عُملات خفيفة" من 108 حبة (7.00 غرام) أنتجت في عامي 1412-1413. من الصعب قليلاً التمييز بين نوبل هنريكوس لأن الملك هنري الخامس والملك هنري السادس أنتجا أيضًا نوبل، ويبدو للوهلة الأولى أنهم متشابهون جدًا، لكن الاختلافات، خاصة في علامات السك، يُمكن أن تميزهم عن بعضهم البعض - ننصح القراء المهتمين بالرجوع إلى كتالوج العُملات الجيد.
خلال فترة سك العملة الثقيلة، سكت عملات النوبل في كل من لندن وكاليه، ومُيزت عملات كاليه مرة أخرى بالعلم الموجود على مؤخرة السفينة. خلال فترة سك العملة الخفيفة، كانت تسك عملات النوبل في لندن فقط.
نقش الوجه: HENRIC DI GRA REX ANGL Z FR DNS HIBS Z AQT (مع العديد من الاختلافات في الاختصارات) ("هنري بنعمة الله ملك إنجلترا وفرنسا لورد أيرلندا وأكيتاين"). نقش الظهر: IHC AUTEM TRANSIENS PER MEDIUM ILLORR IBAT ("ولكن يسوع مر في وسطهم ومضى في طريقه").

## 1413 فصاعدًا

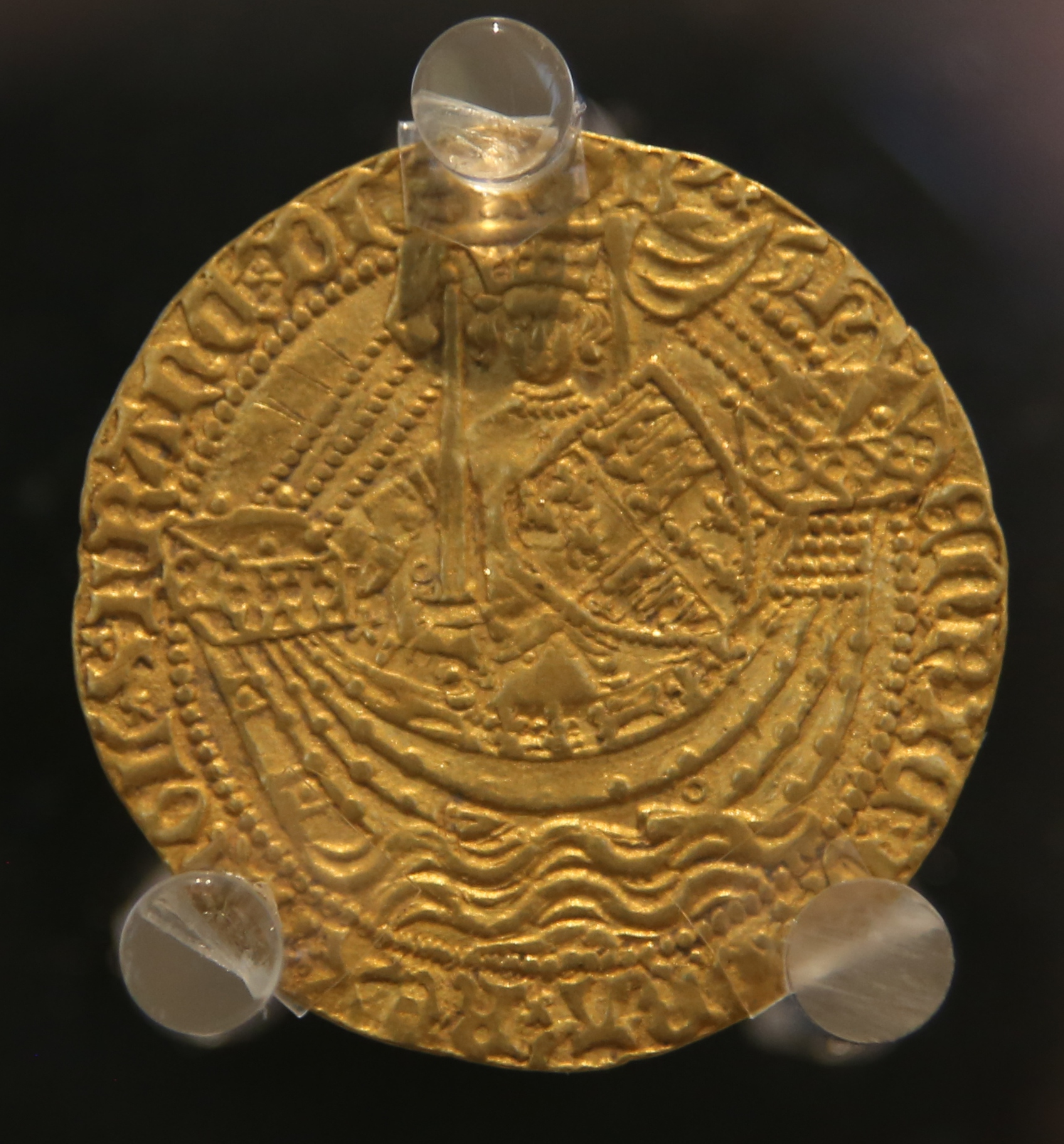
أحد نوبل هنري الخامس

تُشابه عملات هنري الخامس (1413-1422) لعُملات والده تشابه كبيرًا، ولكن هناك حوالي سبعة أنواع مختلفة من التصميم وأسلوب الكتابة. إن حذف عنوان "وأكيتين" هو فرق آخر بين عملات هنري الرابع والخامس.
نقش الوجه: HENRIC DI GRA REX ANGL Z FRANC DNS HYB (غالبًا ما يُختصر) ("هنري بنعمة الله ملك إنجلترا وفرنسا سيد الأيرلنديين"). نقش الظهر: IHC AUTEM TRAN(S)IENS PER MEDIAUM ILLORR IBAT ("ولكن يسوع مر في وسطهم ومضى في طريقه").
سكت عملات النوبل طوال فترة الحكم الأول لهنري السادس (1422-1461)، ولكن نقص الذهب أدى إلى سك عدد أقل من العُملات المعدنية. كان هناك عدد من الإصدارات، من كل مِن دار سك العُملة في لندن وكاليه، ولكن مع نهاية الفترة لم تُسك العُملات المعدنية إلا في لندن.
نقش الوجه: HENRIC DI GRA REX ANGL Z FRANC DNS HYB (غالبًا ما يُختصر) ("هنري بنعمة الله ملك إنجلترا وفرنسا سيد الأيرلنديين"). نقش الظهر: IHC AUTEM TRANSIENS PER MEDIAUM ILLORR IBAT ("ولكن يسوع مر في وسطهم ومضى في طريقه").
في إحدى حلقات المسلسل التلفزيوني الأثري البريطاني Time Team، اكتشفت عملة ذهبية نوبل أثناء التنقيب في منطقة الجسر المتحرك في خندق قلعة كودنور. ساعد هذا في تحديد تاريخ بناء القلعة الأصلي ويُعتقد أنه أكد مشاركة السكان في معركة أجينكور.

## 1430 فصاعدًا
عُملة نوبل الذهبية، والتي لم تتغير تقريبًا في الأسلوب، القيمة أو الجودة مُنذ عهد إدوارد الثالث، سُكت للمرة الأخيرة خلال العهد الأول للملك إدوارد الرابع (1461-1470). ارتفع سعر الذهب منذ عام 1430 فصاعدًا، لذا أصبحت قيمة العُملات الذهبية في أوروبا أعلى منها في إنجلترا، مما أدى إلى نقص الذهب في إنجلترا حيث صُدرت العملات الذهبية لتحقيق الربح. سُكت كمية صغيرة فقط من عُملات نوبل خلال فترة سك العُملة الثقيلة في عهد إدوارد الرابع (1461-1464)، في لندن. وأخيرا، عام 1464، وفي محاولة لوقف انجراف العملات المعدنية إلى القارة، رُفعت قيمة جميع عملات نوبل الذهبية من ستة شلنات وثمانية بنسات (6/8 أو 80 بنس) إلى ثمانية شلنات وأربعة بنسات (8/4 أو 100 بنس)، وقُدمت عملة جديدة، "روز نوبل، أو رويال" بقيمة عشرة شلنات ووزنها 120 حبة (7.8 غرام)- ومع ذلك، لم تكن شعبية وتوقف استخدامها بعد عام 1470. على النقيض من ذلك، قُدمت عملة جديدة بقيمة ستة شلنات وثمانية بنسات (نفس عملة نوبل الأصلية)، الملاك في عام 1464 وسرعان ما أصبحت عُملة شعبية ومهمة.
نقش الوجه: EDWARD DI GRA REX ANGL Z FRANC DNS HYB ("إدوارد بنعمة الله ملك إنجلترا وفرنسا سيد أيرلندا"). نقش الظهر: IHC AUTEM TRANSIENS PER MEDIAUM ILLOR IBAT ("ولكن يسوع مر في وسطهم ومضى في طريقه").
بما أن العلامة (التي تساوي اثنين من النوبل، أو 13 شلن و4 بنسات) تُستخدم على نطاق واسع خِلال العصور الوسطى كوحدة حسابية، فإن العديد مِن السجلات التاريخية تظهر مبالغ نقدية هي مضاعفات النوبل.
كمثال على "الثقافة الشعبية" الحديثة، في رواية الأطفال "الستة الكبار"، ذُكر مبلغ 6 شيلين و8 بنسات باعتباره أتعاب المحامي القياسية.

## شكسبير
النوبل موجود في مسرح شكسبير:
- هنري الرابع، الجزء الأول

المضيفة: تزوج يا سيدي، هناك رجل نبيل من البلاط عند الباب يريد التحدث معك: يقول إنه يأتي من والدك.
الأمير هنري: أعطوه ما يجعله رجلاً ملكيًا، وأرسلوه مرة أخرى إلى والدتي.
يشير الملكي إلى النوبل الجديد، أو الملكي، بقيمة 10 شلنات.
- هنري السادس، الجزء الأول:

شيبرد: "هذا صحيح، لقد أعطيت نوبلًا للكاهن"

 في الصباح الذي تزوجت فيه من والدتها.
- هنري الخامس:

نيم: هل سأحصل على الثمانية شلنات التي فزت بها منك في الرهان؟
بيستول: يجب أن يكون لديك نوبل، وأجر الحاضر؛
- ريتشارد الثالث:

جلوسيستر: ...
إن تلك الأيام القليلة، منذ يومين تقريبًا، كانت تستحق أن تكون نوبل.
- الكثير من اللغط حول لا شيء:

بنديكت: ... نبيلًا، أو لستُ ملاكًا؛...